# Escalada urbana

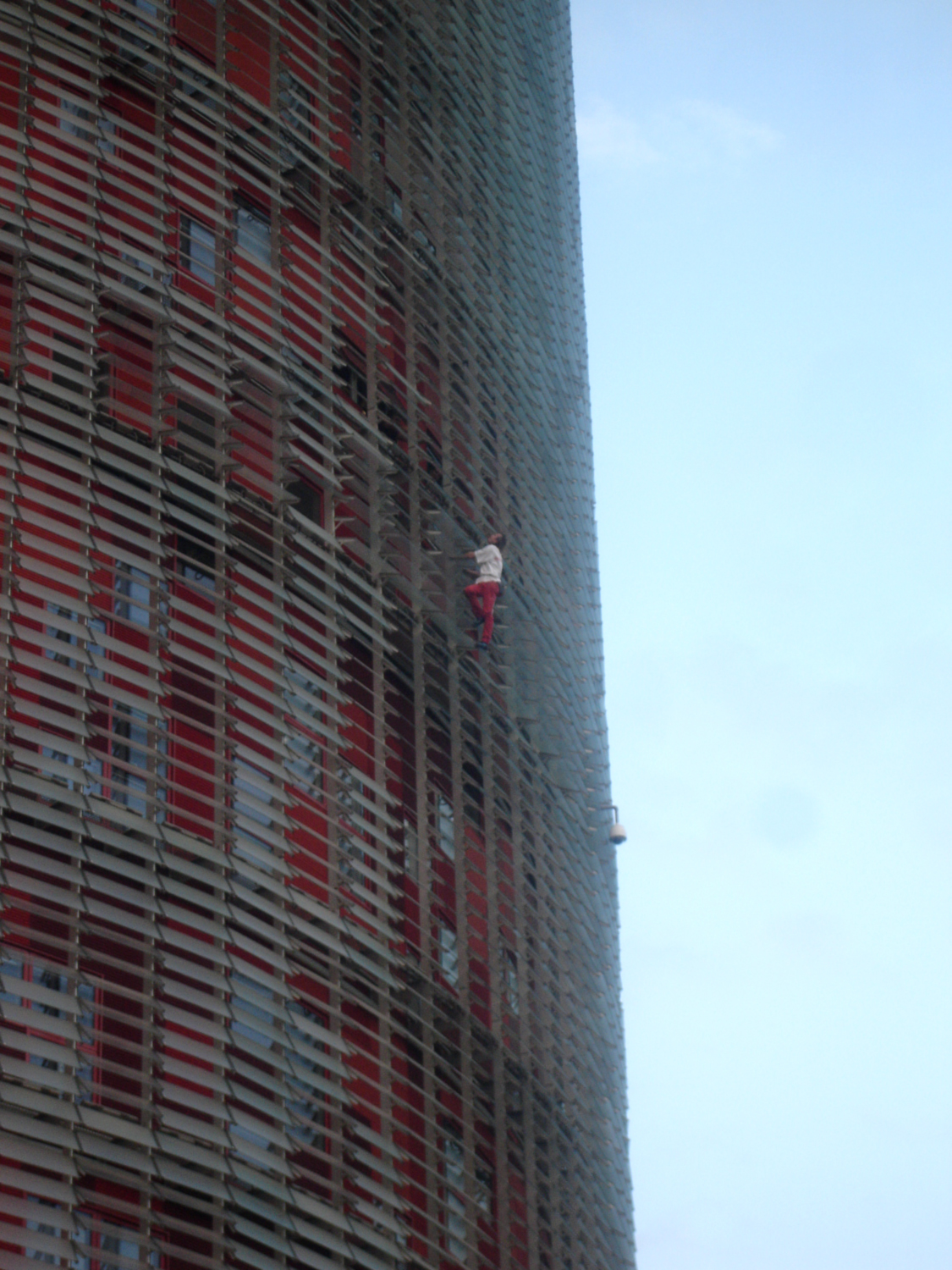
Alain Robert escalando a Torre Agbar

A escalada urbana (também chamada buildering) é a aplicação de habilidades da escalada em qualquer estrutura construída pelos seres humanos, que tenha sua forma e design para outros propósitos diferentes da escalada e situada principalmente no meio urbano. Está bem ligado ao bouldering, que é a escalada em bloco, devido a grande variedade de vias mais curtas. É um estilo da escalada pouco conhecido até mesmo dentro da comunidade de escaladores. É considerado um esporte radical e muito praticado pelo escaladores com especialidade no caso. Nas últimas décadas tomou os centros urbanos e já está se tornando algo muito comum.